# イブライム・バレ・マイナサラ
イブライム・バレ・マイナサラ（Ibrahim Baré Maïnassara, 1949年5月9日 - 1999年4月9日）は、ニジェールの軍人、政治家。1996年にクーデターで当時の民政を倒し、軍事政権を打ち立てた。その後は同国大統領（1996年 - 1999年）を務めたが、1999年に自身もまたクーデターで失脚、殺害された。

## 名前
ニジェールの公用語はフランス語であり、Ibrahimの発音はイブラヒムではなくイブライムとなる。また、マイナサラをメナサーラとする資料もある。

## 1996年クーデター
1995年1月の総選挙により、大統領を民主社会会議(CDS)のマハマヌ・ウスマン、首相を社会発展国民運動(MNSD)のハマ・アマドゥとするコアビタシオンが成立すると、マイナサラは陸軍参謀長に任命された。だがウスマンとアマドゥの対立により政府は機能不全を起こし、政局は混乱した。マイナサラは国家機能の正常化を掲げ、1996年1月にクーデターを起こし、軍事政権救国委員会を発足させ、自らその委員長となった。

## 大統領就任と民政移管
救国委員会のもとで新憲法草案がまとめ上げられ、1996年5月には国民投票で正式に制定された。同年7月7日から7月8日にかけては大統領選が行われ、マイナサラは得票率約52%で当選し、翌8月7日に大統領に就任、12月に救国委員会は解散された。だがこの大統領選では不正な票の操作が行われたと、現在では言われている。また、投票2日目の7月8日に、マイナサラは突如として既存の選挙管理委員会を解散させ、新規の選挙管理委員会を設置したり、マイナサラの対立候補4人を2週間にわたって拘留するなど、公平な選挙とは言いがたい内容のものであった。

## マイナサラの政権運営
アマドゥ・シセ前経済相を首相とする新内閣の任命が終了し、民政移管が完了すると、マイナサラは自らの支持基盤として与党独立民主復興国民連合(UNIRD)を設立した。だがその後、新与党として民主進歩連合(RDP)が設立された。1997年8月、RDP党首にハーミド・アルガビード元首相が選出され、マイナサラを支える強力な政治家として活動した。同年11月、野党との対立やストライキ問題を解決できないとして、マイナサラはシセを首相職から解任し、イブライム・ハッサン・マヤキ外相を新首相に任命した。
マイナサラは政権に就いている間、一貫して野党の活動を制限し、RDP優位の国政を維持しようとした。それが結果的に、1997年11月の国民議会選挙の野党のボイコットを誘発した。

## マイナサラ暗殺とその後
強権的な政治手法で国政を運営してきたマイナサラだが、1999年2月の地方議会選挙で野党が勝利すると、この結果を不服として最高裁判所に選挙のやり直しを決定するよう申し立てた。既に民心がマイナサラ政権から離れていたことを示す結果だが、最高裁判所はこれを受け入れ、地方の多くの選挙区で選挙のやり直しを命じた。これに対し、同年4月8日、野党は大規模な反対運動を起こした。
同年4月9日、首都のニアメにあるディオリ・アマニ国際空港から、外遊へと出発しようとしていたマイナサラを、複数の兵士による銃弾が襲った。マイナサラは死亡し、大統領警護隊隊長のダオダ・マラム・ワンケがクーデターを宣言、軍事政権国家和解評議会を設立した。これにより、1996年から続いたマイナサラ政権は終焉を迎えた。
暗殺事件について、ニジェール政府の公式見解は不慮の事故の結果とされているが、クーデターによる暗殺であることは明白であった。マイナサラの支持基盤RDPは、国際社会に対し、マイナサラ暗殺の調査をその後数年にわたって呼びかけ続けた。
ワンケは1999年中に民政移管することを公約し、同年中にMNSDのタンジャ・ママドゥが大統領選で当選。12月22日をもって国家和解評議会は解散され、民政に移管した。この大統領選にはRDPからアルガビードが出馬したが、結果的に敗北を喫した。